# Krinitzgrab

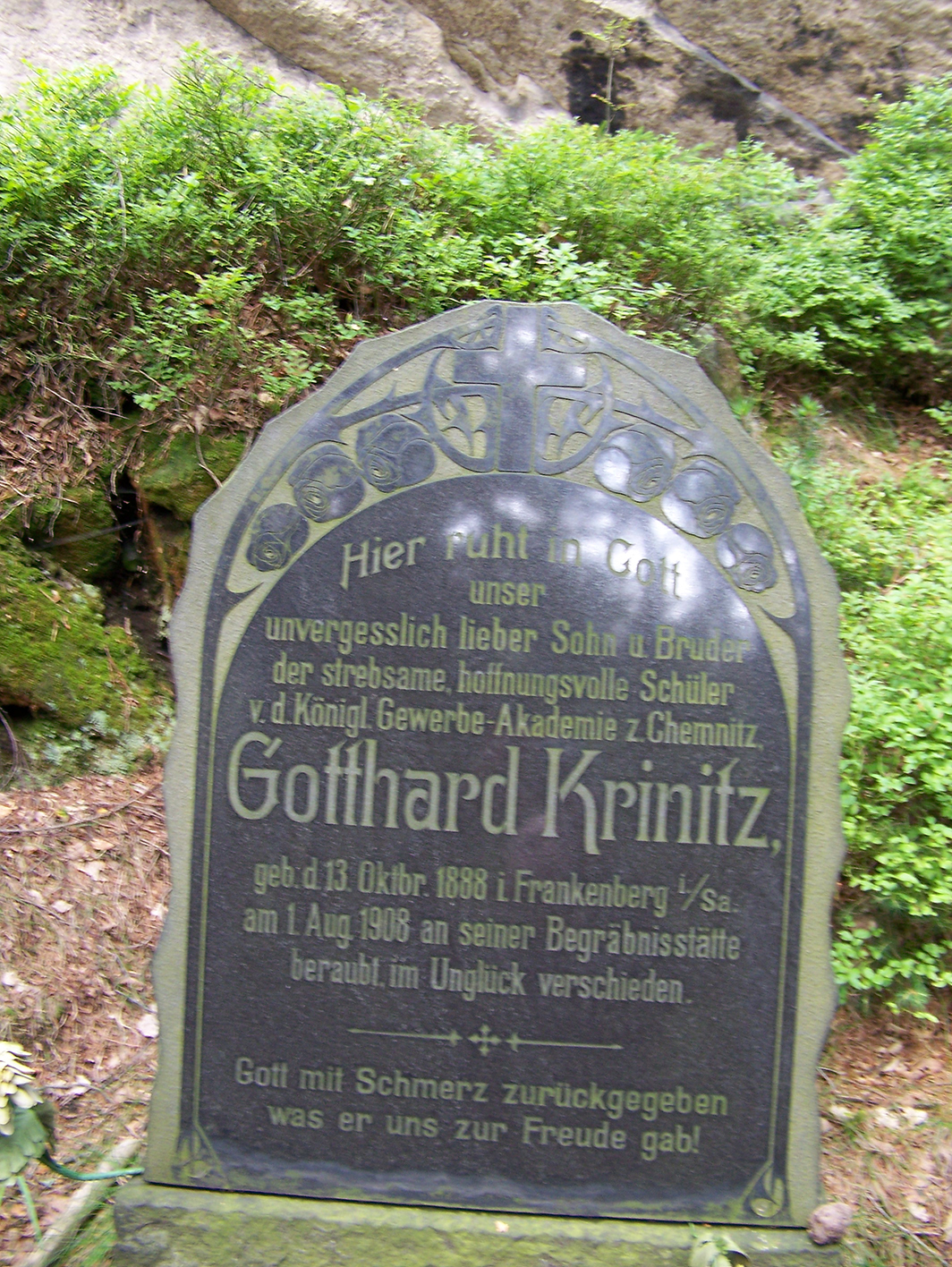
Das Krinitzgrab am Großen Winterberg

Das Krinitzgrab ist ein aus dem Jahr 1909 stammender Gedenkstein in der Sächsischen Schweiz. Der Grabstein für den 1908 getöteten Studenten Gotthard Krinitz steht östlich des Großen Winterbergs am oberen Ende der Richterschlüchte, einem Seitental des Großen Zschands, knapp nördlich der Staatsgrenze zu Tschechien auf Bad Schandauer Stadtgebiet in der Gemarkung Ostrau.
Im Sommer 1908 wanderte der aus Frankenberg/Sa. stammende 19-jährige Student Gotthard Krinitz während seiner Semesterferien durch das Elbsandsteingebirge. Zuletzt übernachtete er in der Nacht zum 1. August in Rosendorf, auf der böhmischen Seite des Elbsandsteingebirges. Von dort wollte er zum Prebischtor und weiter auf dem damals vom Prebischtor aus zugänglichen Fremdenweg laufen. Seine genaue Route ist aber nicht bekannt. 
Nach dem Ende des Urlaubs kam Krinitz nicht zu seinen Eltern zurück, die daraufhin eine Vermisstenanzeige aufgaben, zunächst ohne Erfolg. Ein Jahr später fand im Sommer 1909 eine Beerensammlerin seinen Leichnam im dichten Unterholz der oberen Richterschlüchte. Die Geldbörse war leer und seine Uhr verschwunden, die Inspektion zeigte einen gebrochenen Fuß. Vermutet wurde, dass Krinitz von der Felswand hinter dem Fundort hinuntergestürzt oder gestoßen worden war. Da ein Abtransport der Leiche in dem unwegsamen Gelände nicht möglich war, wurde er an Ort und Stelle begraben. Seine Eltern ließen ihm dort einen Grabstein mit folgender Inschrift setzen:

„Hier ruht in Gott unser 
unvergesslich lieber Sohn u. Bruder 
der strebsame und hoffnungsvolle Schüler 
v. d. Königl. Gewerbeakademie z. Chemnitz 
Gotthard Krinitz 
geb. d. 13. Oktbr. 1888 in Frankenberg i./Sa. 
am 1. August 1908 an seiner Begräbnisstätte 

beraubt, im Unglück verschieden.“

Die genaue Todesursache konnte angesichts des bereits skelettierten Leichnams nicht mehr festgestellt werden. Weitere Ermittlungen der Polizei führten ebenfalls zu keinem Ergebnis, auch wenn ein Gastwirt aus Herrnskretschen, dem Ort unterhalb des Prebischtors, Krinitz noch drei Wochen nach seinem Verschwinden gesehen haben wollte. Der Grabstein blieb seitdem erhalten und fand inzwischen als Wegemarke Aufnahme in Karten des Gebiets.
Angeblich soll ein Leierkastenmann aus Herrnskretschen auf dem Sterbebett den Mord an Krinitz gestanden haben. Dieser Leierkastenmann hatte sich bis in die 1930er Jahre zur Unterhaltung der Wanderer am Fremdenweg postiert und dort auch eine kleine Hütte errichtet. Sein Standort war auch in zeitgenössischen Wanderführern verzeichnet. Ob er tatsächlich den Mord an Krinitz bekannt hat, ist nicht nachweisbar.